# Svenska mästerskapen i kortbanesimning 1974
Svenska mästerskapen i kortbanesimning 1974 avgjordes i Linköping 1974. Det var den 22:a upplagan av kortbane-SM.

## Medaljsummering

### Herrar
| Gren            | Guld                    | Guld                   |
| 100 m frisim    | Bernt Zarnowiecki 52,86 | Falu SS                |
| 400 m frisim    | Bengt Gingsjö 3.58,68   | Simklubben S02         |
| 1500 m frisim   | Bengt Gingsjö 15.35,69  | Simklubben S02         |
| 200 m fjärilsim | Risto Kaipanen 2.06,63  | Stockholmspolisens IF  |
| 200 m ryggsim   | Leif Eriksson 2.08,43   | Upsala S               |
| 200 m bröstsim  | Anders Norling 2.26,26  | Stockholmspolisens IF  |
| 400 m medley    | Bengt Gingsjö 4.36,17   | Simklubben S02         |
| 4x200 m frisim  | Simklubben S02 7.38,55  | Simklubben S02 7.38,55 |
| 4x100 m medley  | Simklubben S02 4.00,02  | Simklubben S02 4.00,02 |

### Damer
| Gren            | Guld                        | Guld                      |
| 100 m frisim    | Diana Olsson 59,07          | Stockholmspolisens IF     |
| 400 m frisim    | Anita Zarnowiecki 4.28,21   | Simklubben S02            |
| 800 m frisim    | Gunilla Lundberg 9.11,90    | Umeå SS                   |
| 200 m fjärilsim | Lena Johansson 2.23,67      | Skellefteå-Rönnskärs SK   |
| 200 m ryggsim   | Gunilla Lundberg 2.25,34    | Umeå SS                   |
| 200 m bröstsim  | Jeanette Pettersson 2.40,22 | SK Najaden                |
| 400 m medley    | Anita Zarnowiecki 5.08,06   | Simklubben S02            |
| 4x200 m frisim  | Kristianstads SLS 8.54,88   | Kristianstads SLS 8.54,88 |
| 4x100 m medley  | SK Najaden 4.33,14          | SK Najaden 4.33,14        |